# Santa Maria de Lillet
Santa Maria de Lillet és un antic cenobi del municipi de la Pobla de Lillet (Berguedà) declarada bé cultural d'interès nacional.

## Descripció

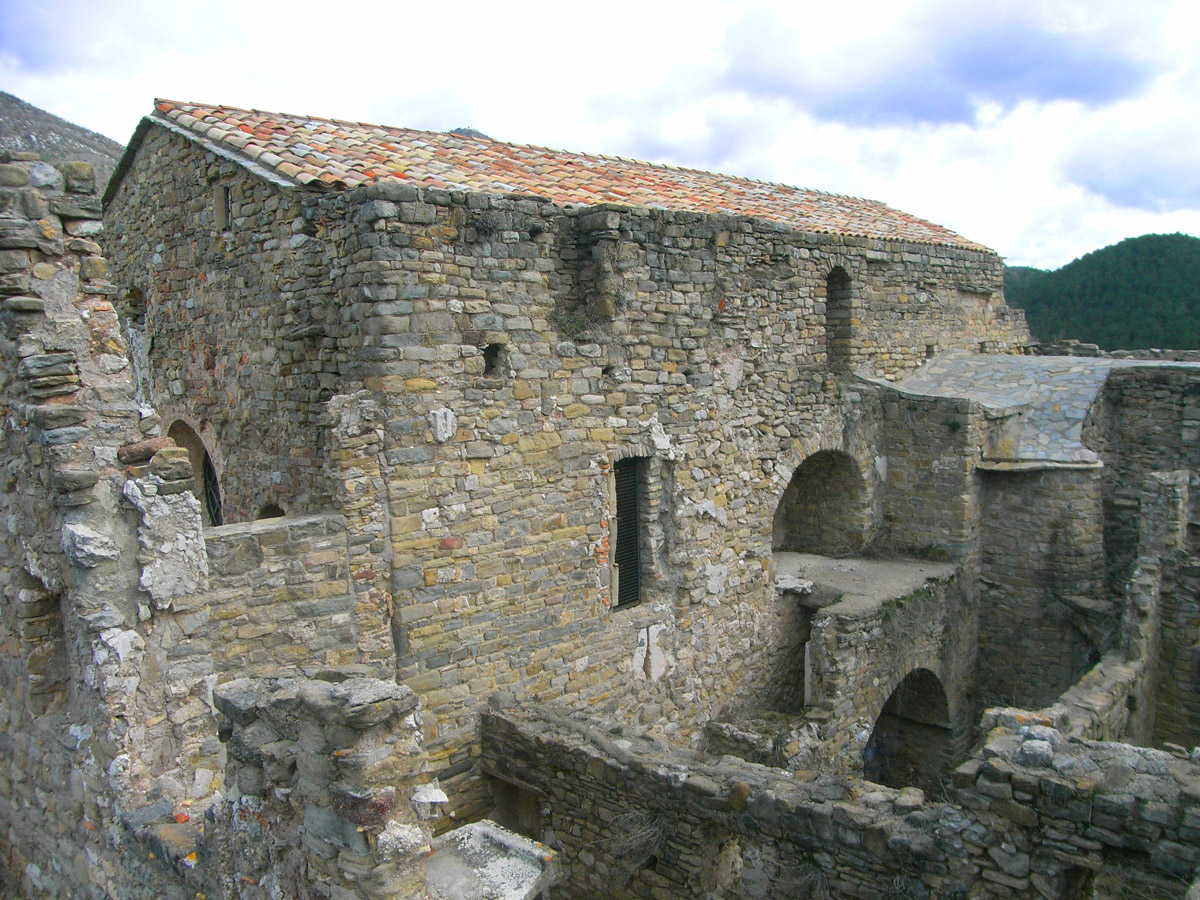
Santa Maria de Lillet

La canònica de Santa Maria de Lillet es troba a uns dos quilòmetres cap a la part de llevant del nucli de La Pobla de Lillet i formen un conjunt de restes consolidades de les que la part més ben conservada és el temple. L'església actual, obra romànica del segle xi, malgrat les transformacions posteriors, està situada al cantó de tramuntana del conjunt monàstic. És de planta de creu llatina, d'una sola nau, amb un ampli transsepte capçat a llevant per tres absis semicirculars dels quals només en resten dos, el central i el de migjorn. La nau i el transsepte tenien volta de canó, a la nau reforçada amb arcs torals i, a l'encreuament, possiblement hi havia una cúpula transformada en cimbori a l'exterior. Aquestes cobertes van desaparèixer amb els terratrèmols del segle xv. Fruit de la remodelació del segle xviii s'alça damunt del creuer una cúpula de rajola. La cúpula estava decorada i sostinguda mitjançant petxines que es recolzaven sobre pilars decorats amb semicolumnes cilíndriques adossades i coronades per capitells corintis. De la mateixa època, als peus de l'església i damunt l'entrada primitiva es va disposar el cor; sota el qual es trobaven les piques baptismals. L'accés primitiu es trobava a la façana de ponent i era una porta senzilla. Més tard, ja en època gòtica, aquest l'accés s'efectuà a través d'un portal situat en el braç nord del transsepte. Està format per tres arquivoltes apuntades sobre impostes amb decoració de palmetes i bandes florals. A la part inferior s'observen uns relleus que representen figures humanes de mig cos amb expressió hieràtica.
A la façana de ponent conviuen elements de diverses èpoques. El portal primitiu fou substituït per un altre carrat de motllura simple, rematat per un frontó sobre una làpida amb inscripcions. Damunt hi ha un petit rosetó. El conjunt és d'època barroca però el parament conserva arcuacions cegues de tipus llombard.
El claustre del segle xv, es troba al costat de migjorn de l'església, envoltat per les dependències monacals. És de planta quadrada i de dos pisos. La planta baixa està formada per quatre galeries amb quatre arcades cadascuna, d'arc de mig punt i adovellades, sostingudes per massissos pilars de secció quadrada, sense capitells ni cap decoració escultòrica, els quals descansen sobre un petit mur. El pis superior presenta escasses i petites obertures d'arc de mig punt que no corresponen amb les del pis inferior. Les ales són d'amplada diversa i de límits no sempre paral·lels. A les façanes est, oest i sud hi ha uns arcs de mig punt que perllonguen l'arqueria enllaçant el claustre amb la resta de les dependències.
Les dependències monacals formen un conjunt d'estances rectangulars, disposades al voltant de les galeries del claustre. En les restes dels seus murs s'aprecien nombroses portes, arcades i finestres a diferents nivells. Els cossos de llevant i de migdia semblen els més antics per la presència "d'opus spicatum" en els seus murs i també per presentar un aparell molt gruixut amb finestres d'arc de mig punt i espitlleres.
En la rehabilitació s'ha optat per erigir una gran passarel·la metàl·lica elevada que travessa el conjunt de les edificacions de les dependències que han perdut la coberta i permet la contemplació aèria de la construcció. A la parròquia de Santa Maria de la Pobla de Lillet hi ha la majestat del segle xii provinent de la canònica.

## Història

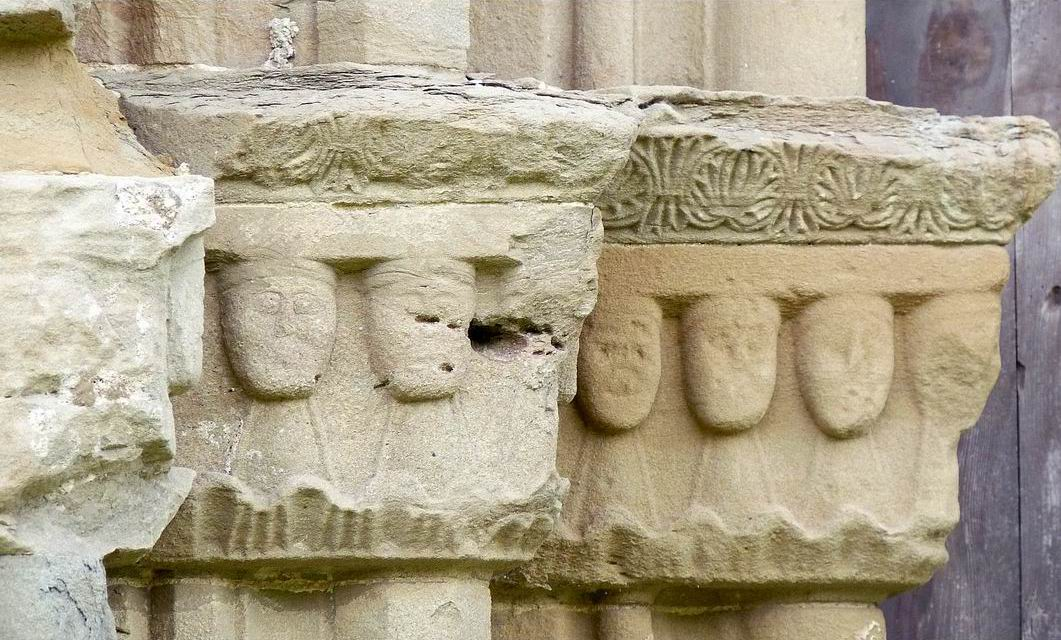
Detall del monestir de Santa Maria de Lillet

Segons referències documentals, a la Pobla de Lillet, capital de la baronia de Pinós i Mataplana, s'establí a prop del castell (castrum liliettum) la primitiva església dedicada a Santa Maria, Sant Pere i Sant Joan Baptista. El lloc consta documentat des del 833, any en què fou consagrada l'església. El bisbe Sisebut d'Urgell la restaurà i consagrà a precs dels prevere Servusdei i dels habitants del lloc. El document és un dels més antics conservats a Catalunya.
L'any 901 és referenciada com un dels límits de l'església de Sant Jaume de Frontanyà en la seva acta de consagració. L'església del castell degué tenir també funcions parroquials en l'àmbit de la vall de Lillet. Durant el segle xi, al costat de l'església de Santa Maria es reuní una comunitat de clergues i laics, els quals constituïren una canònica, ben definida ja des del 1086, que seguia la regla dels agustins. Aquest mateix any fou afavorida amb una carta de privilegis atorgada pel comte Guillem de Cerdanya, qui autoritzava la construcció de cases i cel·les a la sagrera de la comunitat mitjançant el pagament d'un cens. La vida de la comunitat gaudí d'una gran expansió durant els segles xii i xiii, com ho demostren les donacions, la compra de terres per part de la comunitat i fins i tot els préstecs que feia dita comunitat a importants prohoms de la vall.
L'església mantingué la seva titularitat parroquial a tota la vall fins a mitjan segle xiv. L'any 1356, tot i que mantingué aquesta titularitat, va perdre una part dels seus feligresos i dominis eclesiàstics en esdevenir parròquia l'església de Sant Antoni, construïda dins del recinte murallat i urbà de la nova vil·la de La Pobla de Lillet. D'aquesta manera començà, al segle xiv la seva decadència, que tanmateix no afectà la comunitat del monestir, la qual efectuà noves reformes, ja de caràcter gòtic, a l'església i la consagrà novament el 1397. Al segle xv patí els efectes d'uns forts terratrèmols que afectaren tota la zona, la qual cosa motivà que el 1573 es realitzessin reformes amb una nova consagració del temple.
La comunitat s'extingí, com totes les altres per la butlla papal de Climent VIII. El 1592 es va secularitzar i passà a convertir-se el paborde en rector i els canonges esdevingueren preveres seculars. El rector de Santa Maria de Lillet conservaria el títol de paborde fins al segle xix.
Durant el segle xviii l'interior de l'església patí una forta transformació de caràcter barroc. Fins a finals del segle xix fou la parròquia titular de la vall de Lillet. Tanmateix, el monestir anà perdent la seva importància i l'abandó anà guanyant terreny. El 1936, durant la Guerra Civil va ser incendiat, la qual cosa ocasionà l'abandonament definitiu.